# Amtsgericht Freren
Das Amtsgericht Freren war ein Gericht der ordentlichen Gerichtsbarkeit in Freren.

## Geschichte
Nach der Revolution von 1848 wurde im Königreich Hannover die Rechtsprechung von der Verwaltung getrennt und die Patrimonialgerichtsbarkeit abgeschafft.
Das Amtsgericht wurde daraufhin mit der Verordnung vom 7. August 1852 die Bildung der Amtsgerichte und unteren Verwaltungsbehörden betreffend als königlich hannoversches Amtsgericht gegründet.
Es umfasste das Amt Freren.
Das Amtsgericht war dem Obergericht Meppen untergeordnet. Mit der Annexion Hannovers durch Preußen wurde es zu einem preußischen Amtsgericht in der Provinz Hannover.
Mit dem Inkrafttreten des deutschen Gerichtsverfassungsgesetzes am 1. Oktober 1879 wurden reichsweit einheitlich Amts-, Land- und Oberlandesgerichte geschaffen. Das Amtsgericht Freren blieb bestehe und war nun dem Landgericht Osnabrück nachgeordnet.
Sein Gerichtsbezirk umfasste nun aus dem Landkreis Lingen das Amt Freren. Am Gericht bestand 1880 eine Richterstelle. Das Amtsgericht war damit ein kleines Amtsgericht im Landgerichtsbezirk.
Mit Wirkung vom 1. Dezember 1971 wurde das Amtsgericht Freren gemäß Gesetz des Niedersächsischen Landtags von 1966 aufgelöst. Der Amtsgerichtsbezirk kam zum Amtsgericht Lingen.

## Gerichtsgebäude
Das Amtsgericht nutzte das Amtshaus in der Mühlenstraße 39. Das Amtshaus wurde in den Jahren 1830/1832 nach Musterplänen des Königlich–Hannoverschen Baudirektors Georg Ludwig Friedrich Laves erbaut. Der letzte Amtsrichter von Freren, Reinhard Holzkamp, kaufte 1971 das Haus. Nach dessen Tod erbte 1998 der Heimatverein Freren das denkmalgeschützte Anwesen.

## Richter
Erster Frerener Amtsrichter war Max Mulert. Letzter Richter war Reinhard Holzkamp.